# 阿什福德章克申 (加利福尼亞州)
阿什福德章克申（英語：Ashford Junction）是位於美國加利福尼亞州因約縣的一個非建制地區。該地的面積和人口皆未知。

## 地理
阿什福德章克申的座標為35°54′35″N 116°40′24″W / 35.90972°N 116.67333°W，而該地的平均海拔高度為-36米（即-118英尺）。